# Unisono

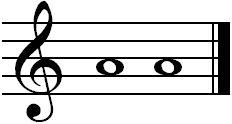
Znázornění dvou not (tón A) v unisonu

Unisono (italsky jednohlas) je v původním významu vztah (souzvuk) dvou tónů či hlasů, které hrají týž zvuk v témže tempu.
Jedná se o tentýž zvuk/tón stejné frekvence (byť s rozdílným témbrem), hrané (či zpívané) dvěma nástroji (hlasy).